# Madrid-konferencen i 1991
Madrid-konferencen i 1991 var en fredskonference, som blev afholdt fra den 30. oktober til den 1. november 1991 i Madrid i Spanien. Konferencen var medsponsoreret af USA og Sovjetunionen. Det var et forsøg fra det internationale samfund på at genoplive den israelsk-palæstinensiske fredsproces gennem forhandlinger, der involverede Israel og palæstinenserne samt arabiske lande, herunder Jordan, Libanon og Syrien.
Konferencen blev den 3. november efterfulgt af bilaterale forhandlinger mellem Israel og henholdsvis den fælles jordansk-palæstinensiske delegation, Libanon og Syrien. Ligeledes fandt efterfølgende bilaterale møder sted i Washington fra den 9. december 1991. Den 28. januar 1992 blev multilaterale forhandlinger om regionalt samarbejde indledt i Moskva med deltagelse af Israel, den jordansk-palæstinensiske delegation og det internationale samfund, men uden Libanon og Syrien.

## Konferencen
De palæstinensiske udsendte var en del af en fælles palæstinensisk-jordansk delegation og bestod af palæstinensere fra Vestbredden og Gazastriben. Inden konferencen havde Israel truet med ikke at komme, hvis PLO-repræsentanter ville være en del af den palæstinensiske delegation. Delegationen var dog i konstant kommunikation med PLO-ledelsen i Tunis. På grund af israelske indvendinger udsendte PLO en uofficiel "rådgivende delegation" – ledet af Faisal Husseini – som fungerede som bindeled. Under konferencen var PLO-repræsentanter til stede bag kulissen for at instruere den palæstinensiske delegation.
Formålet med konferencen var at fungere som et indledende forum for deltagerne, som ingen beføjelser havde i forhold til at påtvinge løsninger eller nedlægge veto. Konferencen indledte således forskellige forhandlinger på både bilaterale og multilaterale niveau, der også involverede det internationale samfund. De syriske og libanesiske forhandlere blev enige om en fælles strategi.
Det var den sidste konference, der blev afholdt med både Sovjetunionen og USA tilstedeværelse; Sovjetunionen kollapsede senere samme år i december 1991.

## Effekten af fredskonferencen i Madrid
I forhandlingerne, der ledte til Madrid-konferencen, udtrykte Israel ønske om en tilbagekaldelse af FN-resolution 3379 for betingelse for at deltagelse i konferencen. Dette blev opnået kort derefter, med vedtagelsen af resolution 46/86 den 16. december 1991. Israel fremhævede ligeledes ønsket om øge antallet af lande, der anerkendte Israel og havde en vis grad af diplomatiske forbindelser med landet, som motivationsfaktor for at deltage i Madrid-konferencen. Israel fremhævede en næsten fordobling af diplomatiske forbindelser, herunder fremhævede de stormagterne Kina og Indien samt nogle af de arabiske lande, såsom Oman, Qatar, Tunesien, Marokko og Mauretanien. Ligeledes var der sket en nedgang i den arabiske boykot af Israel fra nogle af de arabiske lande.
I bogen "The Palestine-Israel Conflict: A Basic Introduction" hævder Gregory Harms og Todd Ferry, at "den symbolske betydning af Madrid-konferencen langt opvejede dens faktiske resultater, som faktisk var tynde." Ikke desto mindre var der etableret et eksempel og en fremtidig model for, hvordan disse lande kunne blive samlet "ansigt til ansigt", idet Madrid-konferencen havde været den første af denne slags konferencer.
Ved Madrid-konferencen afslutning virkede alle de deltagende lande håbefulde om, at konferencen havde resulteret i en fremtidig køreplan for forsoning. De afsluttende bemærkninger nedenfor illustrerer dette:
 Israels premierminister Yitzhak Shamir, den 1. november 1991"Vi opfordrer med et åbent hjerte de arabiske ledere til at tage det modige skridt og reagere på vores udstrakte hånd i fred"

 — Yitzhak Shamir (Israels premierminister), den 1. november 1991
 Til medsponsorerne og det internationale samfund, der forsøger at opnå en retfærdig fred i Mellemøsten, har I her givet os en retfærdig høring. Du bekymrede dig nok til at lytte, og det takker vi dig for. Tak."

 — Haydar Abd al-Shafi (Leder af den palæstinensiske delegation), den 1. november 1991
De bilaterale israelsk-palæstinensiske forhandlinger på konferencen afstedkom endvidere en efterfølgende brevveksling mellem parterne, som i sidste ende ledte til underskrivelsen af Oslo I-aftalen på græsplænen foran Det Hvide Hus den 13. september 1993. Ligeledes udsprang de israelsk-jordanske-forhandlinger af Madrid-konferencen, der førte til en fredsaftale i 1994. De israelsk-syriske forhandlinger ledte til en række opfølgende møder efterfølgende, som ifølge nogle rapporter kom ret tæt på – men som dog aldrig resulterede i en endelig fredsaftale.

## Yderligere læsning
- Eisenberg, Laura Zittrain; Caplan, Neil (1998). Negotiating Arab-Israeli Peace: Patterns, Problems,Possibilities. Indiana University Press. ISBN 0-253-21159-X.
- Shlaim, Avi (2001). The Iron Wall: Israel and the Arab World. W. W. Norton & Company. ISBN 0-393-32112-6.

## Eksterne links
- US-sovjetisk invitationsbrev til fredskonferencen i Madrid den 18. oktober 1991
- Madrid-rammen
- Diagram af Madrid Framework
- Alle Madrid-konferencetalerne
- Multilaterale forhandlinger
- Fredens frugter